# Giải tưởng niệm Schiller
Giải tưởng niệm Schiller (tiếng Đức: Schiller-Gedächtnispreis) là một giải thưởng văn học của bang Baden-Württemberg, (Đức) nhằm công nhận những tác phẩm xuất sắc trong lãnh vực văn học Đức.
Ban đầu, giải được trao 2 năm một lần. Từ năm 1962, giải được trao 3 năm một lần vào ngày kỷ niệm sinh nhật của Friedrich Schiller (10 tháng 11). Khoản tiền thưởng của giải hiện nay là 25.000 euro.
Đồng thời cũng trao 2 giải cho những nhà soạn kịch trẻ với khoản tiền thưởng 7.500 euro mỗi người.

## Những người đoạt giải
- 1955 Rudolf Kassner
- 1957 Rudolf Pannwitz
- 1959 Wilhelm Lehmann
- 1962 Werner Bergengruen
- 1962 Heinar Kipphardt
- 1965 Max Frisch
- 1968 Günter Eich
- 1971 Gerhard Storz
- 1974 Ernst Jünger
- 1977 Golo Mann
- 1980 Martin Walser
- 1983 Christa Wolf
- 1986 Friedrich Dürrenmatt
- 1989 Käte Hamburger
- 1992 Volker Braun
- 1995 Peter Handke
- 1998 Hans Joachim Schädlich
- 2001 Alexander Kluge
- 2004 Christoph Hein
- 2007 Botho Strauß
- 2010 Tankred Dorst [1]
- 2013 Rainald Goetz